# Lioudmyla Alfimova
Lioudmyla Alfimova (en ukrainien : Людмила Іванівна Алфімова), née à Kharkiv (république socialiste soviétique d'Ukraine, URSS) le 4 septembre 1935 et morte le 22 février 2024 à Pechera (Ukraine), est une actrice ukrainienne.

## Biographie
Lioudmyla Alfimova a été élevée dans une famille qui estimait que l'éducation n'était pas pour les filles. Elle quitte le domicile parental. Rêvant de devenir pilote, sa carrière au théâtre lui a permis d'être diplômée d'un aéroclub, de piloter un avion de combat et de pratiquer la voltige.
Lioudmyla Alfimova intègre une école de théâtre à Kharkiv en 1954 et y est diplômée en 1958. De 1960 à 1963, Lioudmyla Alfimova est actrice au Théâtre des jeunes spectateurs de Kiev. En 1963, une actrice du théâtre de Leningrad , prévue pour jouer le rôle de Sofia au cinéma, tombe malade et Lioudmyla Alfimova réussit les essais et se retrouve propulsée en urgence au tournage dans le village de Khorochky, dans l'oblast de Poltava. À partir de cette date, elle tourne avec le studio de cinéma Dovjenko de cinéma. Elle a tourné dans plus de 40 films et doublé dans 169 films.
En mars 2013, Lyudmila Alfimova est venue à Vinnytsia pour rencontrer ses fans et où s'est déroulée la présentation du film documentaire sur l'actrice Comment le cinéma est arrivé au village du réalisateur Kostyantyn Kraynyi. Le film, d'une durée d'une heure, a été tourné dans le village de Pechera, où elle vivait, Sokilets (uk) et un peu à Toultchyn.
Elle meurt le 22 février 2024 dans le village de Pechera, région de Vinnytsia, communauté de Toultchyn, où elle a passé les dernières années de sa vie et a été enterrée.

### Vie privée
Lioudmyla Alfimova a été mariée avec Félix Mikhaïlovitch Kadigrob de 1956 à 1973, qui était pilote de chasse, puis avec Ivan Kalnitski en 1993, un homme politique qu'elle a rencontré lors du tournage de Les Noces à Malinovka. Elle a deux filles (Lisa, également actrice, et Alyona) avec son premier mari, quatre petits-enfants et trois arrières petits enfants.

## Cinéma
Lioudmyla Alfimova a commencé comme actrice dans : 
- 1958 :  Sa génération (uk)
- 1958 : Été de la jeunesse (uk)
- 1960 : Une histoire ordinaire (uk)
- 1961 : Derrière deux lièvres
- 1962 : Héritiers (uk)
- 1967 : Les Noces à Malinovka[7]

...